# Pierre Person
Pierre Person (Nancy, 22 de enero de 1989) es un político y abogado francés. Miembro del Partido socialista hasta 2012, cofunda y preside el partido Les Jeunes avec Macron en 2015, tras el lanzamiento del nuevo partido de Emmanuel Macron, La República en Marcha (LREM), que terminó ganando las elecciones de 2017.
En 2017, fue elegido diputado en la sexta circunscripción de París e integró el comité ejecutivo de LREM. De 2018 a 2020, fue secretario general adjunto del partido (número dos del partido, tras Stanislas Guerini). En septiembre de 2020, dimitió de su puesto, en desacuerdo con las orientaciones seguidas.

## Biografía
Nacido en Nancy el 22 de enero de 1989, Person pasó su niñez en Lorena. Estudió Derecho en la Universidad de Poitiers y se graduó en las especialidades de Derecho de la salud y Derecho urbanístico. Durante sus estudios en la universidad, fue presidente de la rama local de la Unión nacional de estudiantes de Francia (UDEF), sindicato de estudiantes de izquierdas.

## Trayectoria
Comenzó su carrera profesional como jurista en un bufete de abogados de París, para después ser consultor de CGI Consulting para el sector público.
Afiliado del Partido socialista hasta 2012, apoyó a Dominique Strauss-Kahn en las Elecciones presidenciales de 2012, en un puesto cercano a Jean-Christophe Cambadélis.
En 2015, cofundó el colectivo Les Jeunes avec Macron, junto a tres amigos, Sacha Houlié, Florian Humez y Jean Gaborit, que reunió más de 22.000 afiliados en septiembre de 2017. Fue el primer movimiento de apoyo a Emmanuel Macron, creado antes incluso que La República en Marcha (previamente En Marche!). En marzo de 2016, este mismo colectivo lanzó un Think tank bautizado como « La Izquierda libre », cuyo objetivo no era otro que influenciar en la inestable escena política francesa, tras el fracaso de François Hollande.
Tras las Elecciones presidenciales de 2017, fue nombrado consejero político de Emmanuel Macron. En noviembre de 2017, con ocasión del consejo nacional de La República en Marcha, pasó a formar parte del comité ejecutivo del partido. Delegado nacional para los territorios, fue el encargado de preparar las elecciones municipales de 2020 y supervisar las relaciones entre el grupo parlamentario y el partido.
Brazo derecho de Christophe Castaner, secretario general del partido, en noviembre de 2018, como consecuencia de la dimisión de Castaner, Person renunció a sucederle a la vez que se acercó a uno de los favoritos, Stanislas Guerini, finalmente elegido. Tras la elección de Stanislas Guerini, este lo nombra secretario general adjunto.

#### Diputado de la XV legislatura
Durante las elecciones legislativas de 2017, Person fue candidato por la sexta circunscripción de París bajo los colores de La República en Marcha. Obtuvo el 39,4 % de los sufragios en la primera vuelta y pasó a la segunda ronda eliminando, entre otros, a Cécile Duflot, diputada saliente y antigua ministra, que recogió escasamente el 14,7 % de los sufragios. Elegido diputado en la segunda vuelta frente a Danielle Simonnet, candidata de Francia Insumisa, por el 51 % de los sufragios.
En la Asamblea Nacional, Person fue miembro de la comisión de Finanzas, y posteriormente de la de Legislación.

## Posiciones políticas
En junio de 2019, firmó un manifiesto publicado en la revista Le Nouvel Observateur en el que se pedía la « legalización del cannabis, tanto para fines terapéuticos como recreativos ».
En el verano de 2019, junto a su colega Sacha Houlié, propuso devolver parte de las bonificaciones a las cotizaciones de los sueldos elevados, legislación promovida por François Hollande.
En septiembre de 2020, dimitió de su puesto en disconformidad con la posición del gobierno.